# Por El Coraje y El Valor
«Por El Coraje y El Valor»: (idioma ucraniano За мужність та відвагу, romanizado: Za muzhnistʹ ta vidvahu): Es una condecoración honorífica establecido por el Presidente de Ucrania para reconocer el desempeño distinguido en combate, el coraje, la valentía y el heroísmo de las unidades de las Fuerzas Armadas de Ucrania, Guardia Nacional de Ucrania, Servicio Estatal de Fronteras de Ucrania, Servicio de Seguridad de Ucrania, Servicio Estatal de Comunicaciones Especiales de Ucrania, Servicio Especial de Transporte del Estado de Ucrania, durante la protección de la soberanía estatal, la independencia y la integridad territorial de Ucrania, mientras se llevan a cabo operaciones de combate y se realizan operaciones y tareas especiales

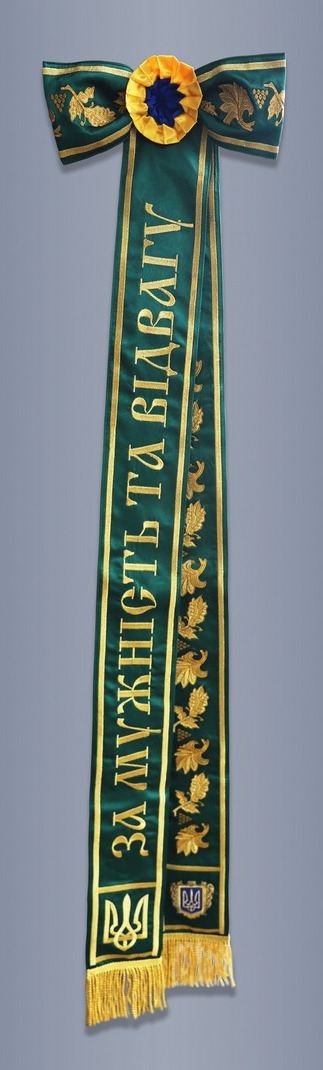
Cinta Por el Coraje y El Valor

## Historia de la condecoración
En una reunión celebrada en el Ministerio de Defensa de Ucrania el 18 de agosto de 2015 se propuso elaborar un premio presidencial que se entregaría a las unidades que se distinguieran en la operación antiterrorista en el Dombás. Se decidió que este premio tomaría la forma de una cinta honorífica que se colocaría en el asta de la bandera de batalla de la unidad.
El mismo día, el ministro de Defensa, coronel general Stepan Poltorak, firmó una carta dirigida al Presidente Petró Poroshenko pidiéndole que examine y firme el proyecto de Decreto del Presidente de Ucrania "Sobre la concesión del Presidente de Ucrania – Cinta a la Bandera de Batalla "Por El Coraje y El Valor". Este decreto debía aprobar el reglamento sobre la condecoración y su diseño.
Sin esperar a la firma del decreto, el Ministerio de Defensa de Ucrania decidió ordenar la producción de las cintas. Estuvieron listos el 21 de agosto y adheridos a las banderas de batalla de las 14 unidades que se les adjudicaron para que pudieran ser presentados por el presidente Petró Poroshenko en la Marcha de la Independencia celebrada en Kiev el 24 de agosto de 2015.
El 19 de noviembre de 2015, la Comisión Estatal de Premios y Heráldica examinó el proyecto de decreto "Sobre la concesión al Presidente de Ucrania de la cinta a la bandera de batalla "Por El Coraje y El Valor". En aquel momento, la ley ucraniana no preveía derechos colectivos. Debido a esto, la comisión decidió proponer al Ministerio de Defensa "estudiar la cuestión del estatus legal de la instalación de la Cinta en la Bandera de Batalla "Por El Coraje y El Valor" como un premio no estatal"."
En el momento de la Invasión rusa de Ucrania, el 24 de febrero de 2022, se habían eliminado las barreras legales para la presentación de premios estatales ucranianos a entidades colectivas. El 5 de mayo de 2022, el Presidente de Ucrania, Volodímir Zelenski, emitió un Decreto por el que se establece el premio honorífico "Por El Coraje y El Valor".
La condecoración fue creada para reconocer "las hazañas de combate del personal de las unidades militares de las Fuerzas Armadas de Ucrania y otras formaciones militares, el coraje y el heroísmo demostrados por los militares en la lucha por la independencia y la integridad territorial de Ucrania, honrando su alto espíritu de lucha y voluntad de victoria, así como con el propósito de desarrollar las tradiciones de las Fuerzas Terrestres de Ucrania y sus ramas de servicio hermanas de las Fuerzas Armadas."

## Descripción
La Condecoración honorífica "Por El Coraje y El Valor" lo otorga  al Presidente de Ucrania a petición del Comandante en Jefe de las Fuerzas Armadas de Ucrania. En el caso de que una unidad militar reciba el honor "Por El Coraje y El Valor", se adjunta una cinta de doble cara de color verde (la versión 2015 tenía una cinta azul) al remate del asta del Regimiento. Color de batalla de la unidad militar correspondiente, adornado a lo largo del perímetro con un ribete dorado.
En un extremo de la cinta, en ambos lados, la inscripción "ЗА МУЖНІСТЬ ТА ВІДВАГУ" (Por El Coraje y El Valor) y la imagen del Escudo de Ucrania en bordado de oro. El otro extremo de la cinta está decorado en ambos lados con un adorno floral y una imagen del Signo del Presidente de Ucrania. Los extremos de la cinta están decorados con flecos dorados. El tamaño de la cinta es de 250 x 12 cm. Se ata con un lazo de 30 cm con dos rayos horizontales y se sujeta con un rosetón azul-amarillo de 10 cm de diámetro. La cinta es una parte integral de la bandera de batalla.
En el caso de una unidad militar a la que se le otorga la condecoración honorífica "Por El Coraje y El Valor", esa cinta se coloca encima de la cinta azul con la inscripción del título honorífico de la unidad militar.
Los militares de las unidades militares que hayan recibido la cinta "Por el coraje y la valentía" pueden llevar carteles que indiquen su afiliación a las respectivas unidades militares. Las descripciones y dibujos de dichos signos, así como el orden de su uso, serán establecidos por el Ministerio de Defensa de Ucrania.

## Enlace Externo
- Esta obra contiene una traducción  derivada de «For Courage and Bravery (Ukraine)» de Wikipedia en inglés, publicada por sus editores bajo la Licencia de documentación libre de GNU y la Licencia Creative Commons Atribución-CompartirIgual 4.0 Internacional.